# Jabłonna (powiat białobrzeski)
Jabłonna – wieś w Polsce położona w województwie mazowieckim, w powiecie białobrzeskim, w gminie Wyśmierzyce.
| SIMC    | Nazwa              | Rodzaj    |
| ------- | ------------------ | --------- |
| 0641928 | Baraki             | część wsi |
| 0641934 | Bielawy Jabłońskie | część wsi |
| 0641940 | Dołek              | część wsi |
| 0641957 | Jabłonka           | część wsi |
| 0641963 | Wojciechów         | część wsi |

W latach 1954–1972 wieś należała i była siedzibą władz gromady Jabłonna. W latach 1975–1998 miejscowość należała administracyjnie do województwa radomskiego.
Wierni Kościoła rzymskokatolickiego należą do parafii św. Stanisława w Kostrzynie.

Historia
W roku 1880  Jabłonna  leżała w powiecie Radomskim, należała do folwarku Jablonna- Żydy, który obejmował również ziemię dzisiejszego Wojciechowa. (Wojciechów jako osobna wieś powstał z rozparcelowanego folwarku). Zamieszkiwało w niej  206 mieszkańców, którzy mieszkali w 23 domach. Do wsi należało 380 mórg ziemi dworskiej i 205 mórg ziemi uprawianej przez włościan. W roku 1880 część ziemi została już rozparcelowana. Wieś od początku swojego istnienia należała do parafii Potworów.

## Rodziny zamieszkujące wieś w latach 30 XX w.,
Na podstawie dokumentu Wykazy gospodarstw w parafji Kostrzyń oraz wpłaty z uchwały parafialnej z 1930 r., wieś zamieszkiwało 62 rodziny w tym kilka o tym samym nazwisku: Bednarskich, Cianowskich, Dobrowolskich, Dygantów, Frączaków, Gagackich, Gawrońskich, Giedyków, Goclów, Gwardjaków, Herników, Jurkowskich, Kocielników, Koprów, Kozerów, Kozłowskich, Krzemińskich, Krzosków, Kwiatkowskich, Lerków, Małków, Milczarskich, Narożników, Nesków, Olesińskich, Popisów, Poterałów, Pruszczyków, Reków, Ruszczyków, Sęków, Sobolów, Stępniowskich, Szymczaków, Tarnowskich, Tomczyków, Traczyków, Urbańczyków, Wierzgałów, Wiśników, Woźniaków oraz Ziułków.